# Yves Montand
Yves Montand, pseudonimo di Ivo Livi (Monsummano Terme, 13 ottobre 1921 – Senlis, 9 novembre 1991), è stato un cantante e attore italiano naturalizzato francese.

## Biografia

### Primi anni
Nacque a Monsummano Terme, all'epoca in provincia di Lucca (comune poi passato nel 1928 alla neonata provincia di Pistoia), ultimo di tre fratelli. I genitori Giovanni Livi e Giuseppina Simoni, attivisti socialisti, dopo l'avvento del fascismo dovettero emigrare con la famiglia a Marsiglia, ove il 21 giugno 1939 a diciotto anni Ivo Livi esordì, vestito da cowboy, all'Alcazar, con un brano scritto apposta da Charles Humel, un musicista cieco. Nel frattempo era diventato metalmeccanico presso gli Chantiers de Provence.

### Carriera
Émile Audiffred, impresario parigino sfollato a Marsiglia dopo i primi disordini bellici, gli fece sottoscrivere il primo contratto e gli procurò scritture a Marsiglia e nel resto della Francia meridionale. Nel 1942 partecipò come attore alle riprese di La Prière aux étoiles, film che Marcel Pagnol stava cercando di portare a termine lontano da Parigi per sfuggire ai nazisti che avevano occupato la città.
Nel 1944 Ivo Livi si trasferì a Parigi, con l'appoggio di Audiffred, e prese il nome di Yves Montand, derivato dalla francesizzazione del suo nome italiano e dall'esclamazione della madre o del padre che lo richiamavano in casa dal cortile della fattoria dei genitori contadini in Toscana: "Ivo, monta!" ("Ivo, sali"), . Il cantante rivelò anche di aver avuto la tentazione di trarre il suo nome usando un'altra esclamazione che udiva nel cortile di casa: "Bastià, vien accà", frase con la quale una vicina di origine partenopea richiamava sovente il figlio. In quel caso il nome sarebbe stato Bastien Vanaquais.
Pochi mesi dopo essere arrivato a Parigi ebbe la fortuna di sostituire un debuttante che doveva fare da spalla a Édith Piaf in uno spettacolo al Moulin Rouge. La Piaf si dimostrò entusiasta del giovane e in breve tempo scoccò una relazione sentimentale. La regina dello spettacolo lo aiutò a sfondare nel mondo della canzone ma poi interruppe la relazione quando Montand divenne sempre più autonomo nella scelta del repertorio. L'evento decisivo fu nel 1946 l'incontro con Marcel Carné e Jacques Prévert, che vollero affidargli la parte di protagonista in Mentre Parigi dorme, dopo la rinuncia di Jean Gabin che aveva accettato un altro film. Nel film fu inserita una canzone, scritta da Prévert e musicata da Joseph Kosma, destinata a diventare il brano-simbolo di Yves Montand e uno dei più celebri motivi francesi: Les feuilles mortes.
Nel 1953 interpretò Mario nel film Vite vendute di Henri-Georges Clouzot e, dopo la breve parentesi in Italia nel 1957 (Uomini e lupi di Giuseppe De Santis e La grande strada azzurra di Gillo Pontecorvo), nel 1960 lavorò negli Stati Uniti interpretando con Marilyn Monroe Facciamo l'amore, di George Cukor. Il film, che non fu un successo, rimase celebre per la relazione che Montand, sposato con Simone Signoret, intrecciò con la Monroe, all'epoca sposata con il drammaturgo Arthur Miller.
In concomitanza con il suo crescente impegno politico e sociale, nella seconda metà degli anni sessanta Montand partecipò a La guerra è finita (1966) di Alain Resnais e divenne l'attore prediletto del regista greco Costa-Gavras, che lo diresse per la prima volta in Vagone letto per assassini (1965). Sotto la sua direzione nel 1969 Montand fu il protagonista di Z - L'orgia del potere, vincitore dell'Oscar al miglior film straniero, di La confessione (1970) e di L'Amerikano (1973). Nel 1970 fu tra i protagonisti del film noir di Jean-Pierre Melville I senza nome.
Seguirono Crepa padrone, tutto va bene (1972) di Jean-Luc Godard, È simpatico, ma gli romperei il muso (1972) e Tre amici, le mogli e (affettuosamente) le altre (1974), entrambi di Claude Sautet, e il poliziesco Police Python 357 (1976) di Alain Corneau. Nel 1982 prese parte al film Che cavolo mi combini papà?!!. Nel 1986 interpretò César Soubeyran in Jean de Florette e Manon delle sorgenti, entrambi diretti da Claude Berri e tratti dal dittico L'Eau des collines di Marcel Pagnol, comprendente le novelle Jean de Florette e Manon des sources.

### Vita privata
Dopo la guerra Montand entrò in contatto con numerosi altri artisti quali Léo Ferré e Charles Aznavour e visse intensi amori, come quello con l'attrice Gisèle Pascal.
L'incontro della sua vita, quello con la coetanea Simone Signoret, avvenne nell'agosto 1949 durante una tournée in Costa Azzurra. Signoret, già famosa per aver interpretato decine di film, e sposata col regista Yves Allégret, decise di rinunciare al suo matrimonio, da cui nel 1946 era nata la figlia Catherine, e di risposarsi con Montand. Il matrimonio fu celebrato presso il municipio di Saint-Paul-de-Vence il 22 dicembre 1951 e durò fino alla morte della Signoret, nel 1985.
Nel 1987 sposò Carole Amiel, dalla quale nel 1988 ebbe il suo unico figlio Valentin.
Impegnato politicamente a sinistra fino alla fine degli anni Settanta come simpatizzante del Partito Comunista Francese e militante di organizzazioni pacifiste, dall'inizio degli anni Ottanta aderì progressivamente a idee liberali. 

### Morte
Yves Montand morì nel 1991 a 70 anni, durante le riprese di IP5 - L'isola dei pachidermi, per un malore che lo colse dopo una nuotata richiesta dal copione in un lago gelato.

## Filmografia

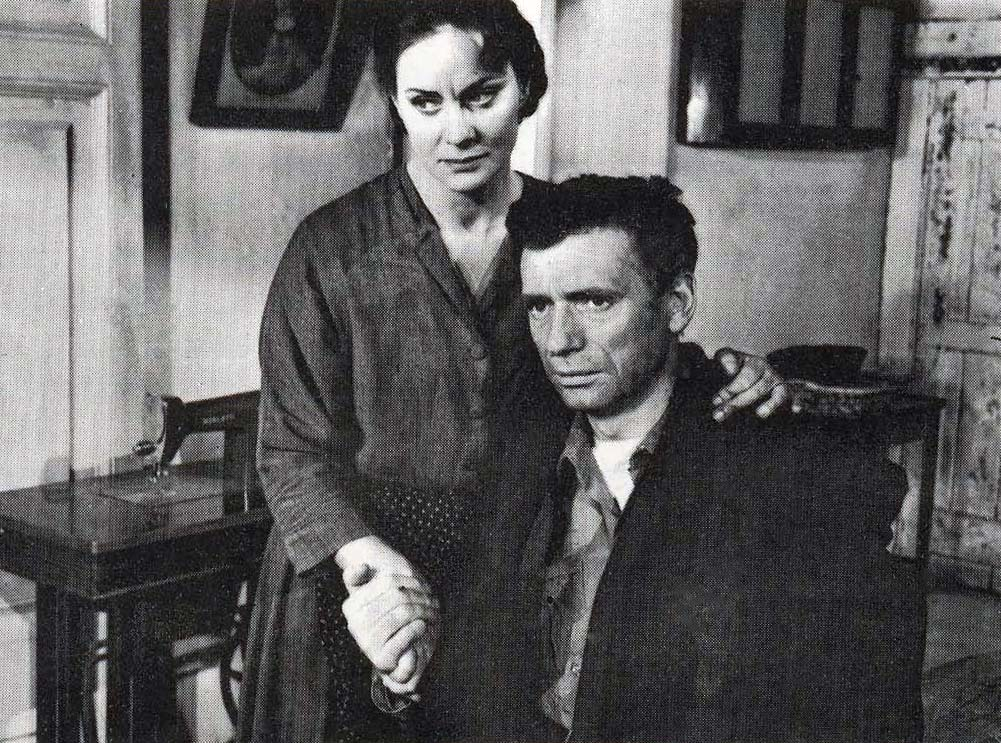
Alida Valli e Yves Montand ne La grande strada azzurra

- Stella senza luce (Etoile sans lumière), regia di Marcel Blistène (1946)
- Mentre Parigi dorme (Les Portes de la nuit), regia di Marcel Carné (1946)
- L'idolo del ring (L'Idole), regia di Alexander Esway (1948)
- Ricordi perduti (Souvenirs perdus), regia di Christian-Jaque (1950)
- Parigi è sempre Parigi, regia di Luciano Emmer (1951)
- Saluti e baci, regia di Giorgio Simonelli (1952)
- Vite vendute (Le Salaire de la peur), regia di Henri-Georges Clouzot (1953)
- Tempi nostri - Zibaldone n. 2, regia di Alessandro Blasetti (1954)
- Napoleone Bonaparte (Napoléon), regia di Sacha Guitry (1955)
- Margherita della notte (Marguerite de la nuit), regia di Claude Autant-Lara (1955)
- Gli eroi sono stanchi (Les Héros sont fatigués), regia di Yves Ciampi (1955)
- Le vergini di Salem (Les Sorcières de Salem), regia di Raymond Rouleau (1957)
- Uomini e lupi, regia di Giuseppe De Santis (1957)
- La grande strada azzurra, regia di Gillo Pontecorvo (1957)
- La legge (La Loi), regia di Jules Dassin (1958)
- Festa di maggio (Premier mai), regia di Luis Saslavsky (1958)
- Facciamo l'amore (Let's Make Love), regia di George Cukor (1960)
- Il grande peccato (Sanctuary), regia di Tony Richardson (1960)
- Le piace Brahms? (Goodbye Again), regia di Anatole Litvak (1961)
- La mia geisha (My Geisha), regia di Jack Cardiff (1962)
- Vagone letto per assassini (Compartiment tueurs), regia di Costa-Gavras (1965)
- Parigi brucia? (Paris brûle-t-il ?), regia di René Clément (1966)
- Grand Prix, regia di John Frankenheimer (1966)
- La guerra è finita (La Guerre est finie), regia di Alain Resnais (1966)
- Vivere per vivere (Vivre pour vivre), regia di Claude Lelouch (1967)
- Non tirate il diavolo per la coda (Le Diable par la queue), regia di Philippe de Broca (1968)
- Una sera, un treno (Un soir, un train), regia di André Delvaux (1968)
- Evviva la libertà (Mr. Freedom), regia di William Klein (1969)
- Z - L'orgia del potere (Z), regia di Costa-Gavras (1969)
- I senza nome (Le Cercle rouge), regia di Jean-Pierre Melville (1970)
- La confessione (L'Aveu), regia di Costa-Gavras (1970)
- L'amica delle 5 ½ (On a Clear Day You Can See Forever), regia di Vincente Minnelli (1970)
- Mania di grandezza (La Folie des grandeurs), regia di Gérard Oury (1971)
- È simpatico, ma gli romperei il muso (César et Rosalie), regia di Claude Sautet (1972)
- Crepa padrone, tutto va bene (Tout va bien), regia di Jean-Luc Godard e Jean Pierre Gorin (1972)
- Un battito d'ali dopo la strage (Les Fils), regia di Pierre Granier-Deferre (1972)
- Amore e violenza (Le Hasard et la violence), regia di Philippe Labro (1973)
- L'Amerikano (Etat de siège), regia di Costa-Gavras (1973)
- Tre amici, le mogli e (affettuosamente) le altre (Vincent, François, Paul et les autres), regia di Claude Sautet (1974)
- Police Python 357, regia di Alain Corneau (1975)
- Il mio uomo è un selvaggio (Le Sauvage), regia di Jean-Paul Rappeneau (1975)
- Il genio (Le grand escogriffe), regia di Claude Pinoteau (1976)
- La minaccia (La Menace), regia di Alain Corneau (1977)
- Le strade del sud (Les Routes du Sud), regia di Joseph Losey (1978)
- I... come Icaro (I... comme Icare), regia di Henri Verneuil (1979)
- Chiaro di donna (Clair de femme), regia di Costa-Gavras (1979)
- Codice d'onore (Le Choix des arms), regia di Alain Corneau (1981)
- Che cavolo mi combini papà?!! (Tout feu, tout flamme), regia di Jean-Paul Rappeneau (1981)
- Garçon!, regia di Claude Sautet (1983)
- Manon delle sorgenti (Manon des sources), regia di Claude Berri (1986)
- Jean de Florette, regia di Claude Berri (1986)
- Trois places pour le 26, regia di Jacques Demy (1988)
- IP5 - L'isola dei pachidermi (IP5 l'ile aux pachydermes), regia di Jean-Jacques Beineix (1991)

## Discografia

### Album in studio
- 1952 - Yves Montand chante…
- 1953 - Montand chante Paris
- 1953 - Yves Montand chante ses dernières créations
- 1954 - Yves montand chante ses derniers succès
- 1955 - Y. Montand
- 1955 - Chansons populaires de France
- 1958 - Dix chansons pour l'été
- 1958 - Je Soussigné Yves Montand
- 1960 - Dansez avec Yves Montand
- 1961 - Rengaine ta rengaine
- 1962 - Yves Montand chante Jacques Prévert
- 1964 - Le Paris De...
- 1967 - Yves Montand "7"
- 1968 - La Bicyclette
- 1974 - Montand de mon temps (versione riregistrata)
- 1981 - Montand Les feuilles mortes
- 1984 - Yves Montand chante David Mc Neil
- 1988 - 3 places pour le 26
- 1997 - Plaisirs inédits (11 versioni inedite)

## Omaggi
La Regione Toscana lo ha ricordato nel 2011, 90º anniversario della nascita e 20º della morte. Il Comune di Monsummano Terme ha deciso di dedicargli il Teatro Comunale.

## Doppiatori italiani
- Giuseppe Rinaldi in Facciamo l'amore, Il grande peccato, Vagone letto per assassini, Z - L'orgia del potere, I senza nome, La confessione, L'amica delle 5 ½, Mania di grandezza, Crepa padrone, tutto va bene, Un battito d'ali dopo la strage, Police Python 357, Chiaro di donna, Codice d'onore
- Emilio Cigoli in Vite vendute, Margherita della notte, Le vergini di Salem, Le piace Brahms?, La mia geisha, Una sera, un treno
- Stefano Sibaldi in Uomini e lupi, La grande strada azzurra, La legge
- Giorgio Piazza in Amore e violenza, L'Amerikano
- Pino Locchi in La guerra è finita, Vivere per vivere
- Augusto Marcacci in Tempi nostri - Zibaldone n. 2
- Renato Turi in Parigi brucia?
- Glauco Onorato in Grand Prix
- Sergio Graziani in Tre amici, le mogli e (affettuosamente) le altre
- Gianni Musy in Che cavolo mi combini papà?!!